# Liste des monuments historiques du Nord (L-Z)
Cet article recense une partie des monuments historiques du Nord, en France.
Pour des raisons de taille, la liste est découpée en deux. Cette partie regroupe les communes débutant de L à Z. Pour les autres, voir la liste des monuments historiques du Nord (A-K).
Du fait du nombre de protections dans certaines communes, elles disposent d'une liste à part :
- pour Lille, voir la liste des monuments historiques de Lille
- pour Roubaix, voir la liste des monuments historiques de Roubaix
- pour Tourcoing, voir la liste des monuments historiques de Tourcoing
- pour Villeneuve-d'Ascq, voir la liste des monuments historiques de Villeneuve-d'Ascq
- pour Valenciennes, voir la liste des monuments historiques de Valenciennes

## Liste

### L
| Monument | Commune    | Adresse                                       | Coordonnées                                   | Notice                                        | Protection                                    | Date                                          | Illustration |
| --- | ---------- | --------------------------------------------- | --------------------------------------------- | --------------------------------------------- | --------------------------------------------- | --------------------------------------------- | --- |
| Ancien Château des comtes de Lallaing                                                                           | Lallaing   | Place Jean Jaurès                             | 50° 23′ 27″ nord, 3° 10′ 09″ est              | « PA59000093 »                                | Inscrit                                       | 2003                                          | Ancien Château des comtes de Lallaing                                                                           |
| Borne au Quéviron, sise au Marais-des-Six-Ville                                                                 | Lallaing   | Marais-des-Six-Villes                         | 50° 23′ 21″ nord, 3° 11′ 17″ est              | « PA00107559 »                                | Inscrit                                       | 1926                                          | Borne au Quéviron, sise au Marais-des-Six-Ville                                                                 |
| Maison d'habitation Art-Déco                                                                                    | Lambersart | 60 avenue Bailly-Ducroquet                    | 50° 39′ 06″ nord, 3° 02′ 06″ est              | « PA59000060 »                                | Inscrit                                       | 2000                                          | Maison d'habitation Art-Déco                                                                                    |
| Maison d'habitation Sdez                                                                                        | Lambersart | 309 avenue de l'Hippodrome                    | 50° 38′ 50″ nord, 3° 01′ 34″ est              | « PA59000069 »                                | Inscrit                                       | 2001                                          | Maison d'habitation Sdez                                                                                        |
| Maison d'habitation Villa Saint-Charles                                                                         | Lambersart | 193 avenue de l'Hippodrome                    | 50° 38′ 33″ nord, 3° 01′ 48″ est              | « PA59000061 »                                | Inscrit                                       | 2000                                          | Maison d'habitation Villa Saint-Charles                                                                         |
| Villa Saint-Georges                                                                                             | Lambersart | 218 avenue de l'Hippodrome                    | 50° 38′ 36″ nord, 3° 01′ 49″ est              | « PA59000077 »                                | Inscrit                                       | 2001                                          | Villa Saint-Georges                                                                                             |
| Ancien couvent des Croisiers                                                                                    | Lannoy     | 25 rue de Tournai                             | 50° 40′ 00″ nord, 3° 12′ 45″ est              | « PA00107560 »                                | Inscrit                                       | 1986                                          | Ancien couvent des Croisiers                                                                                    |
| Menhir dit La Pierre du Diable ou La Borne des Pierres                                                          | Lécluse    |                                               | 50° 16′ 11″ nord, 3° 01′ 34″ est              | « PA00107561 » « PA00107508 »                 | Classé                                        | 1889 1914                                     | Menhir dit La Pierre du Diable ou La Borne des Pierres                                                          |
| Motte féodale                                                                                                   | Lederzeele | Canton de Grimberg                            | 50° 48′ 30″ nord, 2° 18′ 49″ est              | « PA00107562 »                                | Inscrit                                       | 1983                                          | Image manquante Téléverser                                                                                      |
| Motte féodale                                                                                                   | Lederzeele | Le Village                                    | 50° 49′ 30″ nord, 2° 18′ 16″ est              | « PA00107563 »                                | Inscrit                                       | 1979                                          | Image manquante Téléverser                                                                                      |
| Bourloire du cercle Saint-Louis                                                                                 | Leers      | 29 rue Jean Jaurès                            | 50° 40′ 51″ nord, 3° 14′ 55″ est              | « PA59000118 »                                | Inscrit                                       | 2006                                          | Image manquante Téléverser                                                                                      |
| poste d'aiguillage : tour florentine                                                                            | Leval      | ZAE La Florentine                             | 50° 11′ 28″ nord, 3° 50′ 54″ est              | « PA59000045 »                                | Inscrit                                       | 1999                                          | poste d'aiguillage : tour florentine                                                                            |
| Ferme d'Hautevalle                                                                                              | Linselles  | C.R. des Fermes Hautevalle et Delcourt        | 50° 44′ 24″ nord, 3° 05′ 16″ est              | « PA00107729 »                                | Inscrit                                       | 1984                                          | Ferme d'Hautevalle                                                                                              |
| Centre Historique Minier de Lewarde (ancien site minier de la fosse Delloye de la compagnie des mines d'Aniche) | Lewarde    | RD 132 ; rue d'Erchin                         | 50° 19′ 54″ nord, 3° 10′ 21″ est              | « PA59000171 »                                | Classé                                        | 2010                                          | Centre Historique Minier de Lewarde (ancien site minier de la fosse Delloye de la compagnie des mines d'Aniche) |
| Château | Lewarde    | Avenue du Bois                                | 50° 20′ 15″ nord, 3° 09′ 53″ est              | « PA00107564 »                                | Inscrit                                       | 1983                                          | Château |
| Église Saint-Rémi                                                                                               | Lewarde    | Rue de l'Église                               | 50° 20′ 28″ nord, 3° 10′ 14″ est              | « PA00135485 »                                | Inscrit                                       | 1995                                          | Église Saint-Rémi                                                                                               |
| Chapelle Sainte-Hiltrude                                                                                        | Liessies   | Chemin 133 d'Avesnes à Eppe Sauvage           | 50° 06′ 50″ nord, 4° 04′ 16″ est              | « PA00107565 »                                | Classé                                        | 1947                                          | Chapelle Sainte-Hiltrude                                                                                        |
| Église Saint-Lambert                                                                                            | Liessies   | Place de l'Église                             | 50° 07′ 06″ nord, 4° 04′ 57″ est              | « PA00107566 »                                | Inscrit                                       | 1944                                          | Église Saint-Lambert                                                                                            |
| | Lille      | Voir liste des monuments historiques de Lille | Voir liste des monuments historiques de Lille | Voir liste des monuments historiques de Lille | Voir liste des monuments historiques de Lille | Voir liste des monuments historiques de Lille | Voir liste des monuments historiques de Lille                                                                   |
| Moulin à vent Meesemaecker (point géodésique)                                                                   | Looberghe  | C.D. 11                                       | 50° 54′ 57″ nord, 2° 16′ 16″ est              | « PA00107731 »                                | Inscrit                                       | 1977                                          | Moulin à vent Meesemaecker (point géodésique)                                                                   |
| Moulin à vent dit moulin Regost ou de l'Hostine                                                                 | Looberghe  | D 3                                           | 50° 55′ 41″ nord, 2° 17′ 03″ est              | « PA00107732 »                                | Inscrit                                       | 1979                                          | Image manquante Téléverser                                                                                      |
| Château de Landas                                                                                               | Loos       | 6 avenue Kühlmann                             | 50° 37′ 14″ nord, 3° 01′ 01″ est              | « PA00107733 »                                | Inscrit                                       | 1984                                          | Château de Landas                                                                                               |
| Hôtel de ville                                                                                                  | Loos       | rue du Maréchal-Foch                          | 50° 36′ 54″ nord, 3° 00′ 53″ est              | « PA59000070 »                                | Inscrit                                       | 2001                                          | Hôtel de ville                                                                                                  |
| Monument et crypte aux morts                                                                                    | Loos       | 116 rue du Général-Leclerc                    | 50° 36′ 54″ nord, 3° 00′ 53″ est              | « PA59000213 »                                | Inscrit                                       | 2022                                          | Image manquante Téléverser                                                                                      |
| Monument à Charles Mathieu                                                                                      | Lourches   | Square du 8-Mai-1945                          | 50° 18′ 54″ nord, 3° 21′ 13″ est              | « PA59000149 »                                | Inscrit                                       | 2009                                          | Monument à Charles Mathieu                                                                                      |

### M
| Monument                                                             | Commune                                 | Adresse                                                        | Coordonnées                      | Notice         | Protection     | Date      | Illustration                                                         |
| -------------------------------------------------------------------- | --------------------------------------- | -------------------------------------------------------------- | -------------------------------- | -------------- | -------------- | --------- | -------------------------------------------------------------------- |
| Castel des Prés                                                      | Maing                                   | 26 rue Léon-Rucart                                             | 50° 18′ 30″ nord, 3° 28′ 29″ est | « PA00107734 » | Classé         | 1989      | Image manquante Téléverser                                           |
| Chapelle de Notre-Dame-de-Hal                                        | Marbaix                                 | Hameau de Baptiste                                             | 50° 07′ 45″ nord, 3° 51′ 01″ est | « PA00107735 » | Inscrit        | 1946      | Chapelle de Notre-Dame-de-Hal                                        |
| Ancienne abbaye                                                      | Marchiennes                             | Place Gambetta Rue Auguste-Maton Rue Corbineau Rue de l'Abbaye | 50° 24′ 29″ nord, 3° 16′ 52″ est | « PA00107736 » | Inscrit        | 1974      | Ancienne abbaye                                                      |
| Église Sainte-Rictrude                                               | Marchiennes                             | Place du Général-de-Gaulle                                     | 50° 24′ 26″ nord, 3° 16′ 42″ est | « PA00107921 » | Inscrit        | 1992      | Église Sainte-Rictrude                                               |
| Chapelle octogonale                                                  | Marcq-en-Barœul                         | Rue du Lazaro R.N. 17                                          | 50° 40′ 45″ nord, 3° 05′ 00″ est | « PA00107737 » | Classé         | 1951      | Chapelle octogonale                                                  |
| Église Saint-Vincent                                                 | Marcq-en-Barœul                         | place du Général-de-Gaulle                                     | 50° 40′ 35″ nord, 3° 05′ 28″ est | « PA00107738 » | Inscrit        | 1987      | Église Saint-Vincent                                                 |
| Maison                                                               | Marcq-en-Barœul                         | 21 avenue Foch                                                 | 50° 40′ 05″ nord, 3° 06′ 05″ est | « PA00135489 » | Inscrit        | 1995      | Maison                                                               |
| Ancienne abbaye                                                      | Maroilles                               | Cour de l'Abbaye Place Verte C.D. 32 R.N. 359                  | 50° 07′ 59″ nord, 3° 45′ 31″ est | « PA00107739 » | Inscrit        | 1977      | Ancienne abbaye                                                      |
| Écluse d'Hachette                                                    | Maroilles                               | Chemin du Halage                                               | 50° 09′ 21″ nord, 3° 45′ 42″ est | « PA00107740 » | Inscrit        | 1987      | Écluse d'Hachette                                                    |
| Édifice religieux de Maroilles                                       | Maroilles                               | L'Abbaye                                                       | 50° 08′ 01″ nord, 3° 45′ 36″ est | « PA00107741 » | Inscrit        | 1977      | Édifice religieux de Maroilles                                       |
| Église Saint-Humbert                                                 | Maroilles                               | Place de l'Église                                              | 50° 08′ 04″ nord, 3° 45′ 40″ est | « PA00107742 » | Inscrit        | 1969      | Église Saint-Humbert                                                 |
| Pigeonnier de la Colombière                                          | Maroilles                               | Place Verte                                                    | 50° 08′ 04″ nord, 3° 45′ 57″ est | « PA00107906 » | Inscrit        | 1989      | Pigeonnier de la Colombière                                          |
| Église Saint-Martin                                                  | Marquette-en-Ostrevant                  | Place des Poilus                                               | 50° 17′ 11″ nord, 3° 15′ 58″ est | « PA59000150 » | Inscrit        | 2009      | Église Saint-Martin                                                  |
| Abbaye de Marquette                                                  | Marquette-lez-Lille                     |                                                                | 50° 40′ 10″ nord, 3° 03′ 37″ est | « PA59000113 » | Inscrit        | 2005      | Image manquante Téléverser                                           |
| Ancien moulin Despretz                                               | Marquette-lez-Lille                     | Détruit                                                        | 50° 40′ 33″ nord, 3° 04′ 03″ est | « PA00107743 » | Inscrit        | 1984      | Image manquante Téléverser                                           |
| Grands Moulins de Paris                                              | Marquette-lez-Lille                     | Avenue des Grands-Moulins-de-Paris                             | 50° 40′ 19″ nord, 3° 03′ 35″ est | « PA59000071 » | Inscrit        | 2001      | Grands Moulins de Paris                                              |
| Église Saint-Martin                                                  | Masny                                   | Rue C.-et-L.-Fauqueux                                          | 50° 20′ 59″ nord, 3° 12′ 05″ est | « PA59000114 » | Inscrit        | 2005      | Église Saint-Martin                                                  |
| Église Saint-Martin                                                  | Mastaing                                | Rue Hubert-Dumont                                              | 50° 18′ 23″ nord, 3° 18′ 03″ est | « PA00107744 » | Classé Inscrit | 1921 1956 | Église Saint-Martin                                                  |
| Ancien chapître des Chanoinesses                                     | Maubeuge                                | 2, 4, 6, 8, 10, 12, 14 rue du Chapitre                         | 50° 16′ 38″ nord, 3° 58′ 32″ est | « PA00107746 » | Inscrit        | 1941      | Ancien chapître des Chanoinesses                                     |
| Ancienne CAF-CPAM                                                    | Maubeuge                                | Rue du Maréchal Leclerc                                        | 50° 16′ 30″ nord, 3° 58′ 11″ est | « PA59000227 » | Inscrit        | 2024      | Ancienne CAF-CPAM                                                    |
| Ancienne chapelle du collège des Jésuites, actuellement salle Sthrau | Maubeuge                                | Rue Georges-Paillot                                            | 50° 16′ 41″ nord, 3° 58′ 19″ est | « PA00107747 » | Inscrit        | 1958 1997 | Ancienne chapelle du collège des Jésuites, actuellement salle Sthrau |
| Arsenal                                                              | Maubeuge                                | Quai de Jemmapes                                               | 50° 16′ 34″ nord, 3° 58′ 33″ est | « PA59000222 » | Inscrit        | 2023      | Arsenal                                                              |
| Béguinage des Cantuaines                                             | Maubeuge                                | Rue Sculfort                                                   | 50° 16′ 37″ nord, 3° 58′ 41″ est | « PA00107745 » | Inscrit        | 1988      | Béguinage des Cantuaines                                             |
| Église Notre-Dame-du-Tilleul ou église de Sous-le-Bois               | Maubeuge                                | Rue René-Flamoir 3 rue de l'Industrie                          | 50° 16′ 13″ nord, 3° 56′ 46″ est | « PA59000094 » | Inscrit        | 2003      | Église Notre-Dame-du-Tilleul ou église de Sous-le-Bois               |
| Église Saint-Pierre-et-Saint-Paul                                    | Maubeuge                                | 13 avenue Franklin-Roosevelt                                   | 50° 16′ 45″ nord, 3° 58′ 22″ est | « PA59000089 » | Inscrit        | 2002      | Église Saint-Pierre-et-Saint-Paul                                    |
| Fortifications                                                       | Maubeuge                                | 9001 Place Vauban                                              | 50° 16′ 49″ nord, 3° 58′ 26″ est | « PA00107748 » | Classé         | 1924 1947 | Fortifications                                                       |
| Hôpital militaire de Maubeuge                                        | Maubeuge                                | Avenue du Lieutenant-Colonel-Martin Rue du Commerce            | 50° 16′ 40″ nord, 3° 58′ 32″ est | « PA00107749 » | Inscrit        | 1949      | Hôpital militaire de Maubeuge                                        |
| Obélisque dénommé pilori                                             | Maubeuge                                | 4 Rue de la Croix (anciennement)                               | 50° 16′ 36″ nord, 3° 58′ 29″ est | « PA00107750 » | Classé         | 1922      | Obélisque dénommé pilori                                             |
| Église Saint-Achard                                                  | Mecquignies                             | Rue de l'Église                                                | 50° 16′ 38″ nord, 3° 47′ 38″ est | « PA00107751 » | Inscrit        | 1934      | Église Saint-Achard                                                  |
| Motte féodales                                                       | Merckeghem                              | Eeckhout Veld Chemin du Marais                                 | 50° 52′ 07″ nord, 2° 16′ 36″ est | « PA00107752 » | Inscrit        | 1982      | Image manquante Téléverser                                           |
| Château de Rupilly                                                   | Mérignies                               | C.V. 8, dit La Croisette                                       | 50° 30′ 25″ nord, 3° 08′ 53″ est | « PA00107753 » | Inscrit        | 1982      | Image manquante Téléverser                                           |
| Château d'Assignies dit le Petit Rouge                               | Mérignies (également sur Tourmignies)   | 17 avenue du Château                                           | 50° 30′ 24″ nord, 3° 05′ 24″ est | « PA59000179 » | Inscrit        | 2012      | Château d'Assignies dit le Petit Rouge                               |
| Église et cimetière qui l'entoure                                    | Millam                                  | Rue de l'Église                                                | 50° 51′ 19″ nord, 2° 14′ 51″ est | « PA00107754 » | Inscrit        | 1951      | Église et cimetière qui l'entoure                                    |
| Église Saint-Martin                                                  | Monceau-Saint-Waast                     | Rue de Verdun                                                  | 50° 10′ 13″ nord, 3° 51′ 24″ est | « PA00107756 » | Inscrit        | 1937      | Église Saint-Martin                                                  |
| Chaufferie centrale de la Z.U.P.                                     | Mons-en-Barœul                          | 2 rue de Normandie 149 rue de Villars Rue du Train-de-Loos     | 50° 38′ 34″ nord, 3° 07′ 13″ est | « PA59000080 » | Inscrit        | 2001      | Chaufferie centrale de la Z.U.P.                                     |
| Château-ferme                                                        | Montigny-en-Ostrevent                   | Rue du Château                                                 | 50° 22′ 03″ nord, 3° 11′ 07″ est | « PA00107757 » | Inscrit        | 1929      | Château-ferme                                                        |
| Base de lancement de V1 du bois des Huit-Rues                        | Morbecque (également sur Wallon-Cappel) | V.C. n°7                                                       | 50° 42′ 38″ nord, 2° 29′ 30″ est | « PA59000141 » | Inscrit        | 2007      | Base de lancement de V1 du bois des Huit-Rues                        |
| Église Saint-Firmin                                                  | Morbecque                               | Contour de l'Église                                            | 50° 41′ 30″ nord, 2° 30′ 59″ est | « PA00107758 » | Classé         | 1920      | Église Saint-Firmin                                                  |
| Église Saint-Thomas-de-Cantorbery, au hameau de la Motte-au-Bois     | Morbecque                               | Place Amaury-de-la-Grange                                      | 50° 40′ 59″ nord, 2° 34′ 19″ est | « PA59000186 » | Inscrit        | 2014      | Église Saint-Thomas-de-Cantorbery, au hameau de la Motte-au-Bois     |
| Mairie                                                               | Morbecque                               | Place de l'Hôtel-de-ville                                      | 50° 41′ 36″ nord, 2° 31′ 02″ est | « PA00107759 » | Inscrit        | 1951      | Mairie                                                               |
| Manoir                                                               | Moustier-en-Fagne                       | Grand Rue                                                      | 50° 05′ 47″ nord, 4° 11′ 43″ est | « PA00107760 » | Inscrit        | 1934      | Manoir                                                               |
| Chapelle Notre-Dame des Malades                                      | Mouvaux                                 | Route de Lille à Tourcoing                                     | 50° 41′ 45″ nord, 3° 07′ 49″ est | « PA00107761 » | Inscrit        | 1951      | Chapelle Notre-Dame des Malades                                      |

### N
| Monument                                 | Commune                                      | Adresse                       | Coordonnées                      | Notice         | Protection | Date | Illustration                             |
| ---------------------------------------- | -------------------------------------------- | ----------------------------- | -------------------------------- | -------------- | ---------- | ---- | ---------------------------------------- |
| Château de l'Ermitage                    | La Neuville                                  | 2 Chemin du Filet             | 50° 30′ 08″ nord, 3° 02′ 32″ est | « PA00107762 » | Inscrit    | 1966 | Château de l'Ermitage                    |
| Bourloire du Cercle Saint-Joseph         | Neuville-en-Ferrain                          | 20 place Roger-Salengro       | 50° 45′ 02″ nord, 3° 09′ 06″ est | « PA59000119 » | Inscrit    | 2006 | Image manquante Téléverser               |
| Église Sainte-Élisabeth                  | Neuville-en-Avesnois                         | Rue Pasteur                   | 50° 11′ 54″ nord, 3° 34′ 50″ est | « PA00107763 » | Inscrit    | 1984 | Église Sainte-Élisabeth                  |
| Gare de Bouchain et sa halle ferroviaire | Neuville-sur-Escaut (également sur Bouchain) |                               | 50° 16′ 41″ nord, 3° 19′ 54″ est | « PA59000206 » | Inscrit    | 2019 | Gare de Bouchain et sa halle ferroviaire |
| Château de La Tour                       | Noordpeene                                   | La Place 283 bis              | 50° 48′ 16″ nord, 2° 23′ 46″ est | « PA59000196 » | Inscrit    | 2016 | Image manquante Téléverser               |
| Église Saint-Denis                       | Noordpeene                                   | Rue de la Mairie              | 50° 48′ 24″ nord, 2° 24′ 03″ est | « PA00107764 » | Inscrit    | 1932 | Église Saint-Denis                       |
| Ancien hôtel échevinal                   | Noyelles-lès-Seclin                          | Place Alexandre -ratte RD 145 | 50° 34′ 33″ nord, 3° 01′ 03″ est | « PA59000183 » | Inscrit    | 2013 | Ancien hôtel échevinal                   |
| Église Saint-Martin                      | Noyelles-lès-Seclin                          | Rue d'Emmerin                 | 50° 34′ 39″ nord, 3° 00′ 58″ est | « PA00107765 » | Inscrit    | 1969 | Église Saint-Martin                      |

### O
| Monument            | Commune    | Adresse                    | Coordonnées                      | Notice         | Protection | Date | Illustration               |
| ------------------- | ---------- | -------------------------- | -------------------------------- | -------------- | ---------- | ---- | -------------------------- |
| Château d'Obies     | Obies      | 75 rue d'En-Bas            | 50° 16′ 04″ nord, 3° 47′ 14″ est | « PA59000167 » | Inscrit    | 2010 | Château d'Obies            |
| Église Saint-Martin | Obrechies  | La Place                   | 50° 13′ 14″ nord, 4° 01′ 33″ est | « PA00107766 » | Inscrit    | 1934 | Église Saint-Martin        |
| Église Saint-Omer   | Ochtezeele | Rue Principale             | 50° 48′ 59″ nord, 2° 24′ 12″ est | « PA00107767 » | Inscrit    | 1948 | Église Saint-Omer          |
| Motte féodale       | Ochtezeele | Ochtezeele Veld            | 50° 49′ 07″ nord, 2° 24′ 14″ est | « PA00107768 » | Classé     | 1979 | Motte féodale              |
| Hôtel Warocquier    | Orchies    | 35 rue Gaston-Leroy        | 50° 28′ 27″ nord, 3° 14′ 40″ est | « PA59000127 » | Inscrit    | 2006 | Image manquante Téléverser |
| Tour à diables      | Orchies    | 78 rue Jules-ferry         | 50° 28′ 26″ nord, 3° 14′ 22″ est | « PA00107769 » | Classé     | 1922 | Tour à diables             |
| Motte castrale      | Ors        | Chemin de halage           | 50° 05′ 24″ nord, 3° 37′ 54″ est | « PA00125632 » | Inscrit    | 1993 | Image manquante Téléverser |
| Polissoir           | Ors        | Grand Bois Lévêque         | 50° 07′ 39″ nord, 3° 36′ 26″ est | « PA00107770 » | Inscrit    | 1980 | Polissoir                  |
| Motte féodale       | Oudezeele  | Ferme du château de Cornus | 50° 49′ 40″ nord, 2° 30′ 43″ est | « PA00107771 » | Inscrit    | 1979 | Motte féodale              |

### P
| Monument                                 | Commune              | Adresse                          | Coordonnées                      | Notice         | Protection | Date | Illustration                             |
| ---------------------------------------- | -------------------- | -------------------------------- | -------------------------------- | -------------- | ---------- | ---- | ---------------------------------------- |
| Ancienne abbaye d'Anchin                 | Pecquencourt         | L'Abbaye                         | 50° 23′ 11″ nord, 3° 12′ 31″ est | « PA00107914 » | Inscrit    | 1990 | Ancienne abbaye d'Anchin                 |
| Église Saint-Nicolas                     | Péronne-en-Mélantois | Rue de l'Église Rue de la Mairie | 50° 34′ 03″ nord, 3° 10′ 05″ est | « PA00107772 » | Inscrit    | 1969 | Église Saint-Nicolas                     |
| Église Saint-Folquin                     | Pitgam               | Rue de l'Église                  | 50° 55′ 45″ nord, 2° 19′ 47″ est | « PA59000128 » | Inscrit    | 2006 | Église Saint-Folquin                     |
| Keighley Hall                            | Poix-du-Nord         | Place Talma                      | 50° 11′ 17″ nord, 3° 36′ 38″ est | « PA59000209 » | Inscrit    | 2021 | Keighley Hall                            |
| Monument aux morts                       | Poix-du-Nord         | Place Aimé-Joveniaux             | 50° 11′ 24″ nord, 3° 36′ 34″ est | « PA59000210 » | Inscrit    | 2021 | Monument aux morts                       |
| Ancienne tour du Guet                    | Pont-sur-Sambre      | Grande-Rue                       | 50° 13′ 17″ nord, 3° 50′ 47″ est | « PA00107774 » | Inscrit    | 1969 | Ancienne tour du Guet                    |
| Maison natale du peintre Félix del Marle | Pont-sur-Sambre      | Grand-Rue 119                    | 50° 13′ 14″ nord, 3° 50′ 51″ est | « PA59000095 » | Inscrit    | 2003 | Maison natale du peintre Félix del Marle |
| Château de Potelle                       | Potelle              | Rue du Château                   | 50° 14′ 49″ nord, 3° 40′ 12″ est | « PA00107775 » | Inscrit    | 1944 | Château de Potelle                       |

### Q
| Monument                          | Commune    | Adresse                                            | Coordonnées                      | Notice         | Protection | Date      | Illustration                      |
| --------------------------------- | ---------- | -------------------------------------------------- | -------------------------------- | -------------- | ---------- | --------- | --------------------------------- |
| Église Saint-Omer de Quaëdypre    | Quaëdypre  | Contour de l'Église                                | 50° 56′ 10″ nord, 2° 27′ 14″ est | « PA00107776 » | Classé     | 1983      | Église Saint-Omer de Quaëdypre    |
| Manoir dit Le Blauwhuys           | Quaëdypre  | C.D. 916                                           | 50° 56′ 44″ nord, 2° 26′ 11″ est | « PA00107777 » | Inscrit    | 1978      | Image manquante Téléverser        |
| Ancien château comtal             | Le Quesnoy | Avenue des Néo-Zélandais Place du Maréchal-Leclerc | 50° 14′ 44″ nord, 3° 38′ 11″ est | « PA59000197 » | Inscrit    | 2016      | Ancien château comtal             |
| Église Notre-Dame-de-l’Assomption | Le Quesnoy | Square de l’église                                 | 50° 14′ 49″ nord, 3° 38′ 17″ est | « PA59000211 » | Inscrit    | 2021      | Église Notre-Dame-de-l’Assomption |
| Hôtel de Ville                    | Le Quesnoy | 33 rue du Maréchal-Joffre                          | 50° 14′ 51″ nord, 3° 38′ 19″ est | « PA00107778 » | Inscrit    | 1942 2006 | Hôtel de Ville                    |
| Remparts                          | Le Quesnoy |                                                    | 50° 14′ 52″ nord, 3° 37′ 50″ est | « PA00107779 » | Classé     | 1944      | Remparts                          |

### R
| Monument                                        | Commune               | Adresse                                         | Coordonnées                                     | Notice                                          | Protection                                      | Date                                            | Illustration                                    |
| ----------------------------------------------- | --------------------- | ----------------------------------------------- | ----------------------------------------------- | ----------------------------------------------- | ----------------------------------------------- | ----------------------------------------------- | ----------------------------------------------- |
| Château de Raismes                              | Raismes               | Avenue du Château                               | 50° 23′ 54″ nord, 3° 29′ 06″ est                | « PA00107780 »                                  | Inscrit                                         | 1946                                            | Château de Raismes                              |
| Église Sainte-Cécile de la cité du Pinson       | Raismes               | 24b, 24 rue Thiers                              | 50° 24′ 09″ nord, 3° 31′ 22″ est                | « PA59000151 »                                  | Inscrit                                         | 2009                                            | Église Sainte-Cécile de la cité du Pinson       |
| Fosse Sabatier des mines d'Anzin (puits 2)      | Raismes               |                                                 | 50° 24′ 21″ nord, 3° 30′ 02″ est                | « PA59000168 »                                  | Inscrit                                         | 2010                                            | Fosse Sabatier des mines d'Anzin (puits 2)      |
| Chapelle Notre-Dame-de-Bon-Secours de Ramousies | Ramousies             | Rue de l'Église                                 | 50° 06′ 57″ nord, 4° 02′ 21″ est                | « PA00107781 »                                  | Inscrit                                         | 1951                                            | Chapelle Notre-Dame-de-Bon-Secours de Ramousies |
| Ferme de Rempsies                               | Ramousies             |                                                 | 50° 07′ 18″ nord, 4° 01′ 50″ est                | « PA00107782 »                                  | Inscrit                                         | 1951                                            | Ferme de Rempsies                               |
| Château de Philippe de Comines                  | Renescure             |                                                 | 50° 43′ 43″ nord, 2° 21′ 58″ est                | « PA00107783 »                                  | Inscrit                                         | 1981                                            | Château de Philippe de Comines                  |
| Château de Zuthove                              | Renescure             |                                                 | 50° 43′ 37″ nord, 2° 22′ 17″ est                | « PA00107784 »                                  | Inscrit                                         | 1946                                            | Château de Zuthove                              |
| Château de Rieulay                              | Rieulay               | 16 rue Suzanne-Engrand                          | 50° 22′ 45″ nord, 3° 15′ 12″ est                | « PA00107785 »                                  | Inscrit                                         | 1973                                            | Château de Rieulay                              |
| Église Saint-Martin de Rieux-en-Cambrésis       | Rieux-en-Cambrésis    |                                                 | 50° 12′ 05″ nord, 3° 21′ 10″ est                | « PA00107786 »                                  | Classé Inscrit                                  | 1984                                            | Église Saint-Martin de Rieux-en-Cambrésis       |
| Moulin de la Vallée                             | Rombies-et-Marchipont | 29 rue du Moulin                                | 50° 22′ 03″ nord, 3° 39′ 09″ est                | « PA00125633 »                                  | Inscrit                                         | 1993                                            | Moulin de la Vallée                             |
| Église Sainte-Rictrude                          | Ronchin               | Sentier du Ballon                               | 50° 35′ 53″ nord, 3° 05′ 56″ est                | « PA00107787 »                                  | Classé                                          | 1920                                            | Église Sainte-Rictrude                          |
| Château de Bernicourt                           | Roost-Warendin        |                                                 | 50° 25′ 22″ nord, 3° 06′ 12″ est                | « PA00107788 »                                  | Inscrit                                         | 1987                                            | Château de Bernicourt                           |
| Fosse n° 9 de l'Escarpelle                      | Roost-Warendin        | Rue des Molettes                                | 50° 24′ 42″ nord, 3° 06′ 12″ est                | « PA59000152 »                                  | Inscrit                                         | 2009                                            | Fosse n° 9 de l'Escarpelle                      |
|                                                 | Roubaix               | Voir liste des monuments historiques de Roubaix | Voir liste des monuments historiques de Roubaix | Voir liste des monuments historiques de Roubaix | Voir liste des monuments historiques de Roubaix | Voir liste des monuments historiques de Roubaix | Voir liste des monuments historiques de Roubaix |
| Église Saint-Sylvestre de Rubrouck              | Rubrouck              |                                                 | 50° 50′ 21″ nord, 2° 21′ 17″ est                | « PA00107792 »                                  | Classé                                          | 1987                                            | Église Saint-Sylvestre de Rubrouck              |
| Motte féodale de Rubrouck                       | Rubrouck              | Plaetze                                         | 50° 50′ 25″ nord, 2° 21′ 13″ est                | « PA00107793 »                                  | Inscrit                                         | 1980                                            | Motte féodale de Rubrouck                       |
| Abbaye de Vaucelles                             | Les Rues-des-Vignes   | Chemin de Honnecourt                            | 50° 04′ 36″ nord, 3° 13′ 22″ est                | « PA00107794 »                                  | Classé Inscrit Classé                           | 1920 1986 1987                                  | Abbaye de Vaucelles                             |

### S
| Monument                                                                   | Commune                                                      | Adresse                                                     | Coordonnées                      | Notice         | Protection            | Date           | Illustration                                                               |
| -------------------------------------------------------------------------- | ------------------------------------------------------------ | ----------------------------------------------------------- | -------------------------------- | -------------- | --------------------- | -------------- | -------------------------------------------------------------------------- |
| Ferme de Meurchin                                                          | Sailly-lez-Lannoy                                            | Rue de Lannoy                                               | 50° 39′ 05″ nord, 3° 13′ 49″ est | « PA59000138 » | Inscrit               | 2008           | Ferme de Meurchin                                                          |
| Ferme du Tilleul                                                           | Sainghin-en-Mélantois                                        | 179 rue du Maréchal-Leclerc                                 | 50° 35′ 13″ nord, 3° 10′ 01″ est | « PA59000200 » | Inscrit               | 2018           | Ferme du Tilleul                                                           |
| Tumulus dit Mont des Tombes                                                | Sainghin-en-Mélantois                                        | Couture des Tombes                                          | 50° 35′ 38″ nord, 3° 11′ 00″ est | « PA00107795 » | Classé                | 1970           | Tumulus dit Mont des Tombes                                                |
| Abbaye de Saint-Amand (Ancienne abbatiale de Saint-Amand-les-Eaux)         | Saint-Amand-les-Eaux                                         |                                                             | 50° 26′ 57″ nord, 3° 25′ 44″ est | « PA00107796 » | Classé                | 1846           | Abbaye de Saint-Amand (Ancienne abbatiale de Saint-Amand-les-Eaux)         |
| Abbaye de Saint-Amand (Ancien Hôtel de ville de Saint-Amand-les-Eaux)      | Saint-Amand-les-Eaux                                         |                                                             | 50° 26′ 59″ nord, 3° 25′ 43″ est | « PA00107797 » | Classé                | 1883           | Abbaye de Saint-Amand (Ancien Hôtel de ville de Saint-Amand-les-Eaux)      |
| Pavillon Louis XVI                                                         | Saint-André-lez-Lille                                        | Rue Vauban rue Molière                                      | 50° 39′ 30″ nord, 3° 03′ 01″ est | « PA00107798 » | Classé                | 1921           | Pavillon Louis XVI                                                         |
| Église de Saint-Aubert                                                     | Saint-Aubert                                                 |                                                             | 50° 12′ 24″ nord, 3° 25′ 01″ est | « PA00107799 » | Classé                | 1920           | Église de Saint-Aubert                                                     |
| Église Saint-Georges de Saint-Georges-sur-l'Aa                             | Saint-Georges-sur-l'Aa                                       |                                                             | 50° 58′ 11″ nord, 2° 09′ 55″ est | « PA00107800 » | Classé                | 1975           | Église Saint-Georges de Saint-Georges-sur-l'Aa                             |
| Chapelle Notre-Dame-des-Affligés de Saint-Hilaire-sur-Helpe                | Saint-Hilaire-sur-Helpe                                      | Rue de la Mairie Rue des Bouchers                           | 50° 07′ 51″ nord, 3° 54′ 11″ est | « PA00107803 » | Inscrit               | 1946           | Chapelle Notre-Dame-des-Affligés de Saint-Hilaire-sur-Helpe                |
| Chapelle Sainte-Anne de Saint-Hilaire-sur-Helpe                            | Saint-Hilaire-sur-Helpe                                      | Les Rocs Chemin de Saint-Hilaire à Dompierre                | 50° 08′ 06″ nord, 3° 54′ 09″ est | « PA00107801 » | Inscrit               | 1946           | Chapelle Sainte-Anne de Saint-Hilaire-sur-Helpe                            |
| Chapelle Saint-Lienard-et-Notre-Dame-de-Messine de Saint-Hilaire-sur-Helpe | Saint-Hilaire-sur-Helpe                                      |                                                             | 50° 07′ 59″ nord, 3° 54′ 19″ est | « PA00107802 » | Inscrit               | 1951           | Chapelle Saint-Lienard-et-Notre-Dame-de-Messine de Saint-Hilaire-sur-Helpe |
| Château de Coutant                                                         | Saint-Hilaire-sur-Helpe                                      |                                                             | 50° 06′ 53″ nord, 3° 53′ 20″ est | « PA00107804 » | Inscrit               | 1947           | Château de Coutant                                                         |
| Carmel de Valenciennes                                                     | Saint-Saulve                                                 | 1 rue Henri-Barbusse                                        | 50° 22′ 07″ nord, 3° 32′ 34″ est | « PA59000090 » | Inscrit               | 2002           | Image manquante Téléverser                                                 |
| Château de Rametz                                                          | Saint-Waast                                                  |                                                             | 50° 17′ 55″ nord, 3° 46′ 26″ est | « PA00107805 » | Classé Inscrit        | 1979           | Château de Rametz                                                          |
| Tour Sarrazine                                                             | Saint-Waast                                                  |                                                             | 50° 18′ 44″ nord, 3° 44′ 36″ est | « PA00107929 » | Inscrit               | 1992           | Tour Sarrazine                                                             |
| Église                                                                     | Santes                                                       | Rue Clémenceau                                              | 50° 35′ 52″ nord, 2° 57′ 18″ est | « PA00107806 » | Inscrit               | 1984           | Église                                                                     |
| Pierre de Dessus-Bise                                                      | Sars-Poteries                                                | Place-Publique                                              | 50° 10′ 16″ nord, 4° 01′ 42″ est | « PA00107808 » | Classé                | 1862           | Pierre de Dessus-Bise                                                      |
| Château du Loir                                                            | Sars-et-Rosières                                             |                                                             | 50° 27′ 11″ nord, 3° 19′ 23″ est | « PA00107807 » | Inscrit               | 1969           | Image manquante Téléverser                                                 |
| Église Saint-Druon de Sebourg                                              | Sebourg                                                      |                                                             | 50° 20′ 34″ nord, 3° 38′ 44″ est | « PA00107809 » | Classé                | 1919           | Église Saint-Druon de Sebourg                                              |
| Maison Verley                                                              | Sebourg                                                      | 22 rue d'Eth                                                | 50° 19′ 53″ nord, 3° 39′ 33″ est | « PA59000081 » | Inscrit Classé        | 2001 2002      | Image manquante Téléverser                                                 |
| Cimetière                                                                  | Seclin                                                       | 121 Rue Maurice-Bouchery                                    | 50° 33′ 19″ nord, 3° 01′ 48″ est | « PA00107810 » | Classé                | 1945           | Cimetière                                                                  |
| Église Saint-Piat                                                          | Seclin                                                       |                                                             | 50° 33′ 02″ nord, 3° 01′ 51″ est | « PA00107811 » | Classé                | 1920           | Église Saint-Piat                                                          |
| Hôpital Marguerite de Flandres                                             | Seclin                                                       | 4 allée des Marronniers                                     | 50° 32′ 55″ nord, 3° 01′ 11″ est | « PA00107812 » | Classé                | 1932           | Hôpital Marguerite de Flandres                                             |
| Chapelle Notre-Dame-de-Walcourt de Sémeries                                | Sémeries                                                     |                                                             | 50° 07′ 15″ nord, 4° 00′ 18″ est | « PA00107813 » | Inscrit               | 1948           | Chapelle Notre-Dame-de-Walcourt de Sémeries                                |
| Construction adossée à l'église                                            | Sémeries                                                     |                                                             | 50° 07′ 13″ nord, 4° 00′ 09″ est | « PA00107814 » | Classé                | 1943           | Construction adossée à l'église                                            |
| Église Saint-Rémi de Sémeries                                              | Sémeries                                                     |                                                             | 50° 07′ 13″ nord, 4° 00′ 10″ est | « PA00107815 » | Inscrit               | 1951           | Église Saint-Rémi de Sémeries                                              |
| Coron de l'église de la Sentinelle                                         | La Sentinelle                                                | 1-9 rue de Maubeuge 10-19 rue du Cateau 20-27 rue d'Avesnes | 50° 21′ 04″ nord, 3° 29′ 03″ est | « PA59000154 » | Inscrit               | 2009           | Coron de l'église de la Sentinelle                                         |
| Église Sainte-Barbe de La Sentinelle                                       | La Sentinelle                                                | Place du Capitaine-Nicod                                    | 50° 21′ 02″ nord, 3° 29′ 02″ est | « PA59000144 » | Classé                | 2009           | Église Sainte-Barbe de La Sentinelle                                       |
| Église Saint-Erasme de Sercus                                              | Sercus                                                       | Contour de l'Eglise                                         | 50° 42′ 22″ nord, 2° 27′ 22″ est | « PA00107816 » | Classé Inscrit Classé | 1913 2014 2015 | Église Saint-Erasme de Sercus                                              |
| Château de Socx                                                            | Socx                                                         | 1 route de Saint-Omer                                       | 50° 56′ 22″ nord, 2° 25′ 54″ est | « PA00107817 » | Inscrit               | 1976 2006      | Château de Socx                                                            |
| Église Saint-Léger de Socx                                                 | Socx                                                         |                                                             | 50° 56′ 10″ nord, 2° 25′ 24″ est | « PA00107818 » | Inscrit               | 1944           | Église Saint-Léger de Socx                                                 |
| Ferme de Socx                                                              | Socx                                                         |                                                             | 50° 56′ 15″ nord, 2° 25′ 51″ est | « PA00107819 » | Inscrit               | 1982           | Image manquante Téléverser                                                 |
| Chapelle Notre-Dame-de-Walcourt de Solre-le-Château                        | Solre-le-Château                                             | Rue de Trélon                                               | 50° 10′ 25″ nord, 4° 05′ 12″ est | « PA00107820 » | Inscrit               | 1984           | Chapelle Notre-Dame-de-Walcourt de Solre-le-Château                        |
| Église Saint-Pierre-Saint-Paul de Solre-le-Château                         | Solre-le-Château                                             |                                                             | 50° 10′ 28″ nord, 4° 05′ 33″ est | « PA00107821 » | Classé                | 1932           | Église Saint-Pierre-Saint-Paul de Solre-le-Château                         |
| Hôtel de ville de Solre-le-Chateau                                         | Solre-le-Château                                             |                                                             | 50° 10′ 27″ nord, 4° 05′ 31″ est | « PA00107822 » | Classé                | 1931           | Hôtel de ville de Solre-le-Chateau                                         |
| Pierre Martine                                                             | Solre-le-Château                                             | Pierre-Saint-Martin                                         | 50° 09′ 52″ nord, 4° 05′ 03″ est | « PA00107823 » | Classé                | 1862           | Pierre Martine                                                             |
| Motte castrale de Somain                                                   | Somain                                                       | Au Bois de Villers                                          | 50° 21′ 35″ nord, 3° 15′ 30″ est | « PA00107824 » | Inscrit               | 1978           | Image manquante Téléverser                                                 |
| Prieuré Beaurepaire de Somain                                              | Somain                                                       |                                                             | 50° 22′ 25″ nord, 3° 16′ 31″ est | « PA00107825 » | Inscrit               | 1975           | Prieuré Beaurepaire de Somain                                              |
| Château de Villers-Campeau                                                 | Somain (également sur la commune de Bruille-lez-Marchiennes) |                                                             | 50° 21′ 36″ nord, 3° 15′ 33″ est | « PA59000198 » | Inscrit               | 2016           | Château de Villers-Campeau                                                 |
| Église Saint-Omer                                                          | Staple                                                       | rue de la Mairie                                            | 50° 44′ 56″ nord, 2° 27′ 19″ est | « PA59000214 » | Inscrit               | 2022           | Église Saint-Omer                                                          |
| Château de Steenbourg                                                      | Steene                                                       |                                                             | 50° 56′ 46″ nord, 2° 22′ 36″ est | « PA00107826 » | Classé                | 1983           | Château de Steenbourg                                                      |
| Église Saint-Martin de Steene                                              | Steene                                                       |                                                             | 50° 57′ 08″ nord, 2° 22′ 16″ est | « PA00107827 » | Inscrit               | 1947           | Église Saint-Martin de Steene                                              |
| Immeuble Au Coq Estaminet                                                  | Steenvoorde                                                  | Rue de l'Église Place Saint-Pierre                          | 50° 48′ 37″ nord, 2° 34′ 57″ est | « PA00107828 » | Classé                | 1943           | Immeuble Au Coq Estaminet                                                  |
| Motte féodale de Steenvoorde                                               | Steenvoorde                                                  | Hofhelot                                                    | 50° 48′ 29″ nord, 2° 35′ 48″ est | « PA00107829 » | Inscrit               | 1979           | Image manquante Téléverser                                                 |
| Moulin du Nord                                                             | Steenvoorde                                                  | Route de Wormhout                                           | 50° 48′ 54″ nord, 2° 34′ 10″ est | « PA00107830 » | Inscrit               | 1977           | Moulin du Nord                                                             |
| Moulin du Sud                                                              | Steenvoorde                                                  |                                                             | 50° 48′ 32″ nord, 2° 33′ 46″ est | « PA00107831 » | Inscrit               | 1977           | Moulin du Sud                                                              |
| Maison néoflamande                                                         | Steenwerck                                                   | 12 rue de Nieppe                                            | 50° 42′ 04″ nord, 2° 46′ 48″ est | « PA00107832 » | Inscrit               | 1980           | Maison néoflamande                                                         |
| Motte féodale de Strazeele                                                 | Strazeele                                                    | Ferme Rooses                                                | 50° 43′ 12″ nord, 2° 37′ 27″ est | « PA00107833 » | Inscrit               | 1979           | Image manquante Téléverser                                                 |

### T
| Monument                               | Commune                               | Adresse                                           | Coordonnées                                       | Notice                                            | Protection                                        | Date                                              | Illustration                                      |
| -------------------------------------- | ------------------------------------- | ------------------------------------------------- | ------------------------------------------------- | ------------------------------------------------- | ------------------------------------------------- | ------------------------------------------------- | ------------------------------------------------- |
| Hôtel de ville de Templeuve            | Templeuve                             | Place du Général-de-Gaulle                        | 50° 31′ 37″ nord, 3° 10′ 08″ est                  | « PA59000091 »                                    | Inscrit                                           | 2002                                              | Hôtel de ville de Templeuve                       |
| Moulin à vent dit Steen-Meulen         | Terdeghem                             | Route d'Eecke                                     | 50° 48′ 02″ nord, 2° 35′ 01″ est                  | « PA00107834 »                                    | Inscrit                                           | 1977                                              | Moulin à vent dit Steen-Meulen                    |
| Bourloire du Cercle Saint-Paul         | Toufflers                             | 35 rue Henri-Pouchain                             | 50° 39′ 35″ nord, 3° 14′ 00″ est                  | « PA59000120 »                                    | Inscrit                                           | 2006                                              | Image manquante Téléverser                        |
| Motte féodale                          | Toufflers                             | Rue du Château-de-Wasmes                          | 50° 39′ 19″ nord, 3° 14′ 15″ est                  | « PA00107835 »                                    | Inscrit                                           | 1980                                              | Image manquante Téléverser                        |
|                                        | Tourcoing                             | Voir liste des monuments historiques de Tourcoing | Voir liste des monuments historiques de Tourcoing | Voir liste des monuments historiques de Tourcoing | Voir liste des monuments historiques de Tourcoing | Voir liste des monuments historiques de Tourcoing | Voir liste des monuments historiques de Tourcoing |
| Château d'Assignies dit le Petit Rouge | Tourmignies (également sur Mérignies) | 17 avenue du Château                              | 50° 30′ 24″ nord, 3° 05′ 24″ est                  | « PA59000179 »                                    | Inscrit                                           | 2012                                              | Château d'Assignies dit le Petit Rouge            |
| Église Saint-Pierre-à-Antioche         | Tourmignies                           | Rue de l'Église                                   | 50° 30′ 27″ nord, 3° 04′ 50″ est                  | « PA00107844 »                                    | Classé                                            | 1920                                              | Église Saint-Pierre-à-Antioche                    |
| Ancienne verrerie Parant               | Trélon                                | Rue Clavon-Collignon                              | 50° 03′ 35″ nord, 4° 06′ 16″ est                  | « PA59000223 »                                    | Inscrit                                           | 2023                                              | Ancienne verrerie Parant                          |
| Château                                | Trélon                                | Place de la Piquerie                              | 50° 03′ 35″ nord, 4° 05′ 56″ est                  | « PA00107845 »                                    | Inscrit                                           | 1986                                              | Château                                           |
| Maison dite Falleur                    | Trélon                                | 1 rue de la Liberté                               | 50° 03′ 34″ nord, 4° 06′ 20″ est                  | « PA59000216 »                                    | Inscrit                                           | 2019                                              | Maison dite Falleur                               |

### V
| Monument                                    | Commune                | Adresse                                                   | Coordonnées                                               | Notice                                                    | Protection                                                | Date                                                      | Illustration                                              |
| ------------------------------------------- | ---------------------- | --------------------------------------------------------- | --------------------------------------------------------- | --------------------------------------------------------- | --------------------------------------------------------- | --------------------------------------------------------- | --------------------------------------------------------- |
|                                             | Valenciennes           | Voir liste des monuments historiques de Valenciennes      | Voir liste des monuments historiques de Valenciennes      | Voir liste des monuments historiques de Valenciennes      | Voir liste des monuments historiques de Valenciennes      | Voir liste des monuments historiques de Valenciennes      | Voir liste des monuments historiques de Valenciennes      |
| Menhir dit Le Gros Caillou ou Grès Montfort | Vendegies-sur-Écaillon | Bruyère de Sommaing                                       | 50° 16′ 04″ nord, 3° 30′ 29″ est                          | « PA00107875 »                                            | Classé                                                    | 1980                                                      | Menhir dit Le Gros Caillou ou Grès Montfort               |
| Fontaine Saint-Chrysole                     | Verlinghem             | Rue de la Fontaine                                        | 50° 41′ 01″ nord, 2° 59′ 43″ est                          | « PA00107877 »                                            | Classé                                                    | 1920                                                      | Fontaine Saint-Chrysole                                   |
| Propriété dite "Ferme des Templiers"        | Verlinghem             | 57 rue de Pérenchies                                      | 50° 40′ 33″ nord, 2° 59′ 20″ est                          | « PA00107876 »                                            | Classé                                                    | 1920                                                      | Propriété dite "Ferme des Templiers"                      |
| Motte féodale                               | Vieux-Berquin          | Plessy                                                    | 50° 41′ 52″ nord, 2° 37′ 56″ est                          | « PA00107878 »                                            | Inscrit                                                   | 1980                                                      | Image manquante Téléverser                                |
| Motte féodale                               | Vieux-Berquin          |                                                           | 50° 41′ 29″ nord, 2° 38′ 10″ est                          | « PA00107919 »                                            | Inscrit                                                   | 1988                                                      | Image manquante Téléverser                                |
| Chapelle de la Solitude                     | Vieux-Condé            | Rue d'Anjou                                               | 50° 28′ 46″ nord, 3° 34′ 38″ est                          | « PA59000092 »                                            | Inscrit                                                   | 2003                                                      | Chapelle de la Solitude                                   |
|                                             | Villeneuve-d'Ascq      | Voir Liste des monuments historiques de Villeneuve-d'Ascq | Voir Liste des monuments historiques de Villeneuve-d'Ascq | Voir Liste des monuments historiques de Villeneuve-d'Ascq | Voir Liste des monuments historiques de Villeneuve-d'Ascq | Voir Liste des monuments historiques de Villeneuve-d'Ascq | Voir Liste des monuments historiques de Villeneuve-d'Ascq |
| Église Saint-Folquin                        | Volckerinckhove        | Contour de l'Église                                       | 50° 50′ 20″ nord, 2° 18′ 22″ est                          | « PA59000129 »                                            | Inscrit                                                   | 2006                                                      | Église Saint-Folquin                                      |

### W
| Monument                                                                               | Commune        | Adresse                               | Coordonnées                      | Notice         | Protection     | Date      | Illustration                                                                           |
| -------------------------------------------------------------------------------------- | -------------- | ------------------------------------- | -------------------------------- | -------------- | -------------- | --------- | -------------------------------------------------------------------------------------- |
| École ménagère du quartier d'Arenberg                                                  | Wallers        | 41b rue Taffin                        | 50° 22′ 48″ nord, 3° 25′ 39″ est | « PA59000155 » | Inscrit        | 2009      | École ménagère du quartier d'Arenberg                                                  |
| Salle des fêtes du quartier d'Arenberg                                                 | Wallers        | 41 rue Taffin                         | 50° 22′ 49″ nord, 3° 25′ 39″ est | « PA59000156 » | Inscrit        | 2009      | Salle des fêtes du quartier d'Arenberg                                                 |
| Site minier de Wallers-Arenberg                                                        | Wallers        | Fosse d'Arenberg                      | 50° 23′ 02″ nord, 3° 25′ 31″ est | « PA00107930 » | Classé         | 2010      | Site minier de Wallers-Arenberg                                                        |
| Base de lancement de V1 du bois des Huit-Rues                                          | Wallon-Cappel  |                                       | 50° 42′ 44″ nord, 2° 29′ 31″ est | « PA59000142 » | Inscrit        | 2007      | Base de lancement de V1 du bois des Huit-Rues                                          |
| Ancienne filature de lin La Linière de Wambrechies                                     | Wambrechies    | 41 rue du Quesnoy                     | 50° 41′ 27″ nord, 3° 03′ 12″ est | « PA59000065 » | Inscrit        | 2000      | Ancienne filature de lin La Linière de Wambrechies                                     |
| Ancienne malterie de la distillerie Claeyssens                                         | Wambrechies    | Rue de la Distillerie                 | 50° 41′ 16″ nord, 3° 03′ 10″ est | « PA59000041 » | Inscrit        | 1999      | Ancienne malterie de la distillerie Claeyssens                                         |
| Distillerie Claeyssens                                                                 | Wambrechies    | 1 rue de la Distillerie               | 50° 41′ 18″ nord, 3° 03′ 08″ est | « PA59000040 » | Classé         | 2000      | Distillerie Claeyssens                                                                 |
| Pharmacie                                                                              | Wambrechies    | 6 place du Général-de-Gaulle          | 50° 41′ 13″ nord, 3° 03′ 09″ est | « PA00107885 » | Inscrit        | 1986      | Pharmacie                                                                              |
| Église Notre-Dame-de-l'Assomption de Warhem                                            | Warhem         | Rue de l'Église                       | 50° 58′ 35″ nord, 2° 29′ 31″ est | « PA59000130 » | Inscrit        | 2006      | Église Notre-Dame-de-l'Assomption de Warhem                                            |
| Ancien groupe scolaire du Centre, aujourd'hui Lefebvre-Malfait                         | Wasquehal      | 60, 62, 64 à 66 square Armand-Petit   | 50° 40′ 02″ nord, 3° 07′ 37″ est | « PA59000203 » | Inscrit        | 2019      | Image manquante Téléverser                                                             |
| Abbaye de Watten                                                                       | Watten         | La Montagne                           | 50° 49′ 42″ nord, 2° 13′ 17″ est | « PA00107886 » | Classé         | 1980      | Abbaye de Watten                                                                       |
| Église Saint-Gilles de Watten                                                          | Watten         |                                       | 50° 49′ 54″ nord, 2° 12′ 48″ est | « PA00107887 » | Inscrit        | 1984      | Église Saint-Gilles de Watten                                                          |
| Moulin de la Montagne                                                                  | Watten         |                                       | 50° 49′ 42″ nord, 2° 13′ 04″ est | « PA00107888 » | Inscrit        | 1977      | Moulin de la Montagne                                                                  |
| Tour de l'abbaye de Watten                                                             | Watten         |                                       | 50° 49′ 38″ nord, 2° 13′ 21″ est | « PA00107889 » | Classé         | 1909      | Tour de l'abbaye de Watten                                                             |
| Café-bourloire Le Carin                                                                | Wattrelos      | 52 rue François-Mériaux               | 50° 41′ 59″ nord, 3° 13′ 10″ est | « PA59000123 » | Inscrit        | 2006      | Image manquante Téléverser                                                             |
| Café-bourloire du Cercle Saint-Paul                                                    | Wattrelos      | 22 rue Jean-Jaurès                    | 50° 42′ 07″ nord, 3° 13′ 01″ est | « PA59000122 » | Inscrit        | 2006      | Image manquante Téléverser                                                             |
| Église Sainte-Thérèse de l'Enfant-Jésus                                                | Wattrelos      | Rue de Lisieux                        | 50° 41′ 56″ nord, 3° 12′ 14″ est | « PA59000115 » | Inscrit        | 2005      | Église Sainte-Thérèse de l'Enfant-Jésus                                                |
| Centre social et culturel Henri Martel                                                 | Waziers        | Rue de la Gaillette                   | 50° 22′ 31″ nord, 3° 05′ 58″ est | « PA59000157 » | Inscrit        | 2009      | Centre social et culturel Henri Martel                                                 |
| Église Notre-Dame des mineurs de Waziers                                               | Waziers        | rue Lucien-Moreau ; place de l'Eglise | 50° 22′ 32″ nord, 3° 06′ 00″ est | « PA59000159 » | Classé         | 2010      | Église Notre-Dame des mineurs de Waziers                                               |
| Groupe scolaire de la cité Notre-Dame des mines d'Aniche                               | Waziers        | Rue Paul-Éluard 3 et 15 rue Lavoisier | 50° 22′ 37″ nord, 3° 06′ 04″ est | « PA59000158 » | Inscrit        | 2009      | Groupe scolaire de la cité Notre-Dame des mines d'Aniche                               |
| Presbytères français et polonais de l'église Notre-Dame-des-Mineurs des mines d'Aniche | Waziers        | rue Lucien-Moreau                     | 50° 22′ 33″ nord, 3° 05′ 57″ est | « PA59000170 » | Inscrit        | 2010      | Presbytères français et polonais de l'église Notre-Dame-des-Mineurs des mines d'Aniche |
| Église Saint-Martin de Wemaers-Cappel                                                  | Wemaers-Cappel |                                       | 50° 48′ 25″ nord, 2° 26′ 26″ est | « PA00107890 » | Inscrit        | 1947      | Église Saint-Martin de Wemaers-Cappel                                                  |
| Château de la Briarde                                                                  | West-Cappel    | 100 rue Jean-Chocqueel                | 50° 55′ 46″ nord, 2° 30′ 32″ est | « PA00125634 » | Inscrit Classé | 1993 1995 | Château de la Briarde                                                                  |
| Église Saint-Sylvestre de West-Cappel                                                  | West-Cappel    |                                       | 50° 55′ 39″ nord, 2° 30′ 31″ est | « PA00107891 » | Classé         | 1958      | Église Saint-Sylvestre de West-Cappel                                                  |
| Motte féodale de Winnezeele                                                            | Winnezeele     | Temple Hovek                          | 50° 50′ 27″ nord, 2° 32′ 52″ est | « PA00107892 » | Inscrit        | 1979      | Image manquante Téléverser                                                             |
| Église Saint-Martin de Wormhout                                                        | Wormhout       |                                       | 50° 52′ 52″ nord, 2° 28′ 06″ est | « PA00107893 » | Classé         | 1987      | Église Saint-Martin de Wormhout                                                        |
| Maison                                                                                 | Wormhout       | 17 rue d'Herzeele                     | 50° 52′ 57″ nord, 2° 28′ 15″ est | « PA00107894 » | Inscrit        | 1984      | Maison                                                                                 |
| Moulin de Riele                                                                        | Wormhout       |                                       | 50° 50′ 39″ nord, 2° 28′ 44″ est | « PA00107895 » | Inscrit        | 1977      | Moulin de Riele                                                                        |
| Motte féodale de Wulverdinghe                                                          | Wulverdinghe   | Hœuweel                               | 50° 49′ 32″ nord, 2° 14′ 14″ est | « PA00107896 » | Inscrit        | 1979      | Image manquante Téléverser                                                             |

### Z
| Monument                             | Commune      | Adresse             | Coordonnées                      | Notice         | Protection | Date | Illustration               |
| ------------------------------------ | ------------ | ------------------- | -------------------------------- | -------------- | ---------- | ---- | -------------------------- |
| Église Saint-Omer                    | Zegerscappel | Grand'Place         | 50° 53′ 15″ nord, 2° 23′ 10″ est | « PA59000131 » | Inscrit    | 2006 | Église Saint-Omer          |
| Maison dite Ancienne justice de paix | Zegerscappel | Route de Bollezeele | 50° 53′ 17″ nord, 2° 22′ 56″ est | « PA00107897 » | Inscrit    | 1951 | Image manquante Téléverser |
| Motte féodale                        | Zuytpeene    | Blauw Cappel Veld   | 50° 48′ 17″ nord, 2° 25′ 36″ est | « PA00107898 » | Inscrit    | 1978 | Image manquante Téléverser |
| Motte féodale                        | Zuytpeene    | Casteel Veld        | 50° 47′ 50″ nord, 2° 25′ 28″ est | « PA00107899 » | Inscrit    | 1978 | Image manquante Téléverser |